# Liparis ficicola
Liparis ficicola är en orkidéart som beskrevs av Rudolf Schlechter. Liparis ficicola ingår i släktet gulyxnen, och familjen orkidéer.
Artens utbredningsområde är Sulawesi. Inga underarter finns listade i Catalogue of Life.